# جان وایلی (بازیگر)
جان وایلی (زاده ۲۱ فوریه ۱۹۱۶ – درگذشته ۲۶ مه ۱۹۹۳) یک هنرپیشه اهل ایالات متحده آمریکا بود. وایلی در ماریون، ایندیانا به دنیا آمد. او در اوایل کارش به نام هریت براندون شناخته می‌شد. وایلی با راجر ویستر کلارک ازدواج کرد. آنها در ۱۹ ژوئیه ۱۹۴۵ طلاق گرفتند. وایلی پس از ازدواج با مورت گرین در سال ۱۹۴۷ از بازیگری کناره‌گیری کرد. آنها دو فرزند داشتند و در سال ۱۹۷۱ طلاق گرفتند.
ویلی در ۲۷ مه ۱۹۹۳ هنگامی که ۷۷ سلاله بود در رانچو پالوس وردس ، کالیفرنیا به دلیل سرطان درگذشت. جسدش سوزانده شد و خاکسترش در دریا پراکنده شد.